# جيرالد دونالد
جيرالد دونالد (بالإنجليزية: Gerald Donald)‏ هو منتج أسطوانات أمريكي، ولد في 6 سبتمبر 1980.

## وصلات خارجية
- جيرالد دونالد على موقع ميوزك برينز (الإنجليزية)
- جيرالد دونالد على موقع ميوزك برينز (الإنجليزية)
- جيرالد دونالد على موقع ميوزك برينز (الإنجليزية)
- جيرالد دونالد على موقع ميوزك برينز (الإنجليزية)
- جيرالد دونالد على موقع ميوزك برينز (الإنجليزية)
- جيرالد دونالد على موقع ميوزك برينز (الإنجليزية)
- جيرالد دونالد على موقع ميوزك برينز (الإنجليزية)
- جيرالد دونالد على موقع ديسكوغز (الإنجليزية)
- جيرالد دونالد على موقع ديسكوغز (الإنجليزية)
- جيرالد دونالد على موقع ديسكوغز (الإنجليزية)
- جيرالد دونالد على موقع ديسكوغز (الإنجليزية)